# 정부춘천지방합동청사
정부춘천지방합동청사(政府春川地方合同廳舍)는 대한민국 각 부처의 특별지방행정기관 중 강원특별자치도 춘천시에 소재하는 행정기관의 사무공간을 통합하여 행정 업무의 효율성을 확보하기 위해 설치한 건축물이다. 각 기관별 사무공간 배정과 합동청사 유지 및 관리 업무는 대한민국 행정자치부 정부청사관리소 춘천지소에서 수행한다.

## 건립 배경
행정안전부 정부청사관리소에서 계획한 전국 주요도시의 특별지방행정기관 청사에 대한 합동화 사업의 일환으로, 지역의 행정서비스 향상과 균형발전을 도모 하면서 청사의 통합관리로 인력 및 예산을 절감할 수 있는 다목적 목표를 바탕으로 구. 춘천국유림관리소 부지에 정부춘천 지방합동청사 건립을 행정안전부 정부청사관리소에서 시행하였다.

## 연혁
- 2000년 2월 국유부동산 활용도 제고를 위한 정부춘천지방합동청사 계획 수립
- 2000년 10월 설계용역 계약 체결
- 2001년 11월 착공
- 2003년 12월 준공

## 입주기관
- 중부지방고용노동청 강원지청
- 국가보훈처 강원서부보훈지청
- 강원지방노동위원회
- 법무부 춘천보호관찰소
- 강원지방통계지청
- 행정안전부 서울청사관리소 춘천지소

## 같이 보기
- 정부중앙청사
- 정부과천청사
- 정부대전청사
- 정부광주지방합동청사
- 정부제주지방합동청사
- 행정안전부